# Giornata internazionale per l'eliminazione della discriminazione razziale

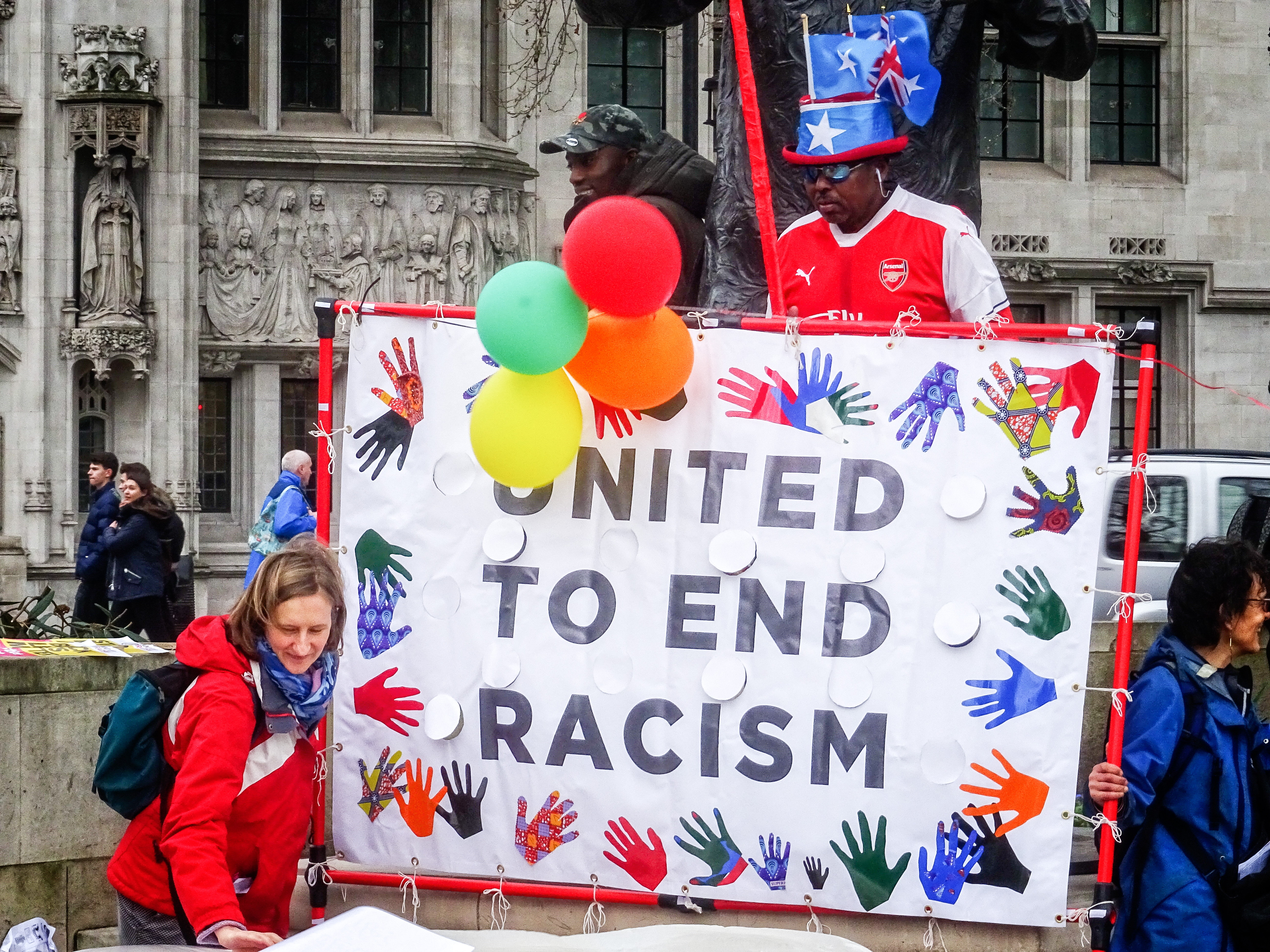
Manifestazione contro il razzismo a Londra (2017)

La giornata internazionale per l'eliminazione della discriminazione razziale (in inglese: International Day for the Elimination of Racial Discrimination) è una ricorrenza istituita dalle Nazioni Unite nel 1966. Si celebra ogni anno il 21 marzo.
La data è stata scelta in ricordo del massacro di Sharpeville del 1960, la giornata più sanguinosa dell'apartheid in Sudafrica: 300 poliziotti bianchi uccisero 69 manifestanti che protestavano contro l'Urban Areas Act che imponeva ai sudafricani neri di esibire uno speciale permesso se venivano fermati nelle aree riservate ai bianchi. Una speciale commissione d'inchiesta denunciò il comportamento della polizia, mentre l'operato del governo sudafricano venne ufficialmente condannato dall'ONU.
Durante questo periodo sono organizzate varie campagne in varie parti del mondo, come quelle della Canadian Coalition of Municipalities Against Racism in Canada, della Coalition of Cities against Discrimination in Asia and the Pacific in Asia e dell'Ufficio nazionale antidiscriminazioni razziali in Italia come ad esempio la cerimonia di conferimento del Premio la Moda Veste la Pace presso la sede della Rappresentanza Italiana della Commissione Europea.